# Valentina Serova (actrice)
Pour les articles homonymes, voir Serova.
Valentina Vassilievna Serova (en ukrainien : Валенти́на Васи́лівна Сєро́ва; en russe : Валенти́на Васи́льевна Серо́ва), née le 23 décembre 1917 à Kharkov et morte le 11 décembre 1975 à Moscou, est une actrice soviétique, artiste émérite de la république socialiste fédérative soviétique de Russie en 1946, récipiendaire du prix Staline en 1947 et de l'ordre de l'Insigne d'honneur en 1948.

## Biographie
La mère de Valentina est l'actrice Claudia Polovikova (né Didenko). Son père Vasyl Polovyk, ingénieur hydrologue, fut déporté lors des Grandes Purges. Avant d'entrer à l'école Valentina a été élevée par ses grands-parents à khoutor Pasounki près de Valky dans l'oblast de Kharkiv. À l'âge de dix ans, elle est montée sur scène du théâtre Maly dans l'adaptation du drame de Romain Rolland Le temps viendra. Elle a fait des études à l'Académie russe des arts du théâtre. Sa carrière professionnelle a commencé au théâtre du Lenkom dans le drame d'Alexandre Ostrovski Pauvreté n'est pas vice. Elle y a travaillé en 1933-1941, en 1943-1950 et en 1959-1964.
Le début cinématographique de Serova a eu lieu dans le film Grounia Cornakova de Nikolaï Ekk, mais l'épisode avec sa participation fut coupé au montage.
Le 11 mai 1938, l'actrice s'est mariée avec l'as de l'aviation soviétique Anatoli Serov, qui a péri lors d'un vol d'entraînement le 11 mai 1939. Leur fils Anatoli est né au mois de septembre de la même année. Pendant les années 1930-1940, Serova était très populaire. Au début de la Seconde Guerre mondiale elle a été évacuée à Almaty avec l'équipe du Lenfilm. Elle s'est remariée en 1943 avec l'écrivain et Héros du travail socialiste Constantin Simonov, avec qui elle a eu sa fille Maria en 1950. À cette époque, elle a quitté le Théâtre du Lenkom et intégré la troupe du Théâtre Maly. Les relations entre Simonov et le fils de Serova, Anatoli, furent difficiles et conduisirent à l'envoi de ce dernier en pension. Son destin fut tragique. Après avoir fait de la prison, de retour à Moscou, il a plongé dans l'alcoolisme et est mort à l'âge de 36 ans. Le mariage de Serova avec Simonov s'est soldé par un divorce en 1957. Sur la décision du tribunal, elle n'avait pas le droit de rendre visite à sa fille qui était élevée par sa mère[Qui ?]. Plus tard, Serova a réussi à récupérer l'enfant et habité avec elle rue Gorki, puis à Oruzheiny Pereulok (Moscou).
À partir des années 1940, l'actrice a connu de graves problèmes d'alcoolisme. Elle n'avait pas vraiment trouvé sa place au théâtre Maly. Un jour, elle a manqué la représentation et fut remplacée en urgence par une autre actrice. Cela a déclenché un scandale et Serova fut contrainte de démissionner. Elle a été prise au théâtre Mossovet où pendant sept ans elle a interprété des petits rôles. Lors des représentations du théâtre à Leningrad, avec l'un des collègues, elle s'est de nouveau mise à boire et fut licenciée. Après un nouveau passage à Lenkom, elle a trouvé une place au théâtre national d'acteur de cinéma où pendant neuf ans elle jouait dans la pièce de Simonov Les Gens russes.
L'actrice a été trouvée morte à son domicile à Moscou. L'appartement était sens dessus dessous, mais les circonstances de son décès restèrent non élucidées. Valentina Serova repose au cimetière Golovinskoïe auprès de son père.
En 2005, le réalisateur Iouri Kara a entrepris de porter à l'écran l'histoire de la relation entre Serova et Simonov dans la série télévisée L'Amour pour toi comme un malheur (Любовь к тебе как бедствие). Sous la pression de la famille de l'actrice, Kara a du rebaptiser ses héros, Serova et Simonov sont devenus Sedova et Semionov. Les poèmes de Simonov ont également été coupés au montage. Le film est sorti sous le titre La Star d'une époque (Звезда эпохи).

## Filmographie partielle
- 1934 : Grounia Cornakova (ru) de Nikolaï Ekk
- 1935 : Le Jeune Homme sévère d'Abram Room
- 1939 : Une fille de caractère de Konstantin Youdine
- 1941 : Quatre cœurs de Konstantin Youdine
- 1941 : Le Flux du printemps (ru) de Vladimir Iourenev
- 1943 : Attends-moi d'Aleksandr Stolper
- 1946 : Glinka de Leo Arnchtam
- 1950 : Le Complot des condamnés de Mikhaïl Kalatozov
- 1956 : La Garnison immortelle d'Édouard Tissé et Zakhar Agranenko
- 1967 : Arène (ru) de Samson Samsonov
- 1970 : Les Carillons du Kremlin (ru) de Victor Gueorguiev
- 1973 : Les Enfants de Vaniouchine d'Evgueni Tachkov